# Museum Wolfhalden
| Museum Wolfhalden     | Museum Wolfhalden                                    |
| --------------------- | ---------------------------------------------------- |
| Alte Krone Wolfhalden |                                                      |
| Ort                   | Dorfstrasse 61.1 / Kronenstrasse 714 9427 Wolfhalden |
| Eröffnung             | 1982                                                 |
| Betreiber             | Museumsverein Wolfhalden                             |
| Leitung               | Eugen Schläpfer                                      |
| Öffnungszeiten        | Mai bis Oktober So 10–12 Uhr                         |

Das Museum Wolfhalden steht in der Gemeinde Wolfhalden im Kanton Appenzell Ausserrhoden in der Schweiz. Es ist lokal ausgerichtet und befasst sich mit der Geschichte der Gemeinde und des Appenzeller Vorderlandes. Insbesondere dokumentiert es die Heimweberei sowie Obst- und Weinbau am Kurzenberg.

## Geschichte
Ein erstes Gründerkomitee bildete sich 1977 aus der «Lesegesellschaft Hasli»; offiziell gegründet wurde der Museumsverein Wolfhalden 1980. Erster Präsident war der Lokalhistoriker und damalige Gemeinderat Ernst Züst. Den Grundstock bildeten Gegenstände aus dem Besitz der Gemeinde: Gemälde von Titus Tobler und seinen Brüdern sowie ein Seidenwebstuhl aus dem Weiler Wasen. Die Sammlung wurde um weitere Gegenstände erweitert, welche die Geschichte und das Leben im Dorf dokumentieren, und vorläufig im Haus 42 gelagert. 1981 erwarb die Bürgergemeinde die Liegenschaft «Krone» und verkaufte dem Museumsverein den südlichen Hausteil der «Alten Krone». Am 2. Mai 1982 wurde darin das Ortsmuseum Wolfhalden eröffnet.
Ankäufe und Schenkungen ergänzten die Ausstellung nach und nach. Nicht alles fand Platz in der Ausstellung, einiges musste in den Zivilschutzräumen des Kronensaales gelagert werden. Nachdem 2007 die Bewohnerin des nördlichen Hausteils verstorben war, erwarb der Museumsverein diesen Hausteil dazu. Die Neueröffnung wurde am 20. September 2009 gefeiert, seither ist die ganze «Alte Krone» als Museum eingerichtet.

## Gebäude
Das Wirts- und Bauernhaus «Alte Krone» stammt aus dem 16. oder 17. Jahrhundert, erster Besitzer war der Landeshauptmann Wälti Bänziger (1560–1646). Belegt ist, dass ihm um 1620 vom Grossen Rat erlaubt wurde, in der «Krone» zu wirten. Bei der «Alten Krone» handelt es sich um ein Bauernhaus mit Rillenfriesen und zwei Schöpfen unter dem herabgeschleppten, geknickten Satteldach. Der ehemalige Wohnbereich befindet sich im Hochparterre, darüber gibt es ein zweites Wohngeschoss und ein Dachgeschoss. Die vertikale Teilung des Hauses in zwei Wohnungen datiert auf etwa 1700.
Nachdem 1981 das Museum die «Alte Krone» übernommen hatte, wurde das Haus so weit als möglich in den ursprünglichen Zustand zurückgebaut. Der gusseiserne Herd und der Kachelofen waren noch erhalten. Bodenabdeckungen und Krallentäfer wurden entfernt und die alten Balkenlagen freigelegt. Nach dem Erwerb des zweiten Hausteils 2008 wurden Trennwände entfernt und alte Durchgänge wieder geöffnet. Diesen Umbau führte der Architekt Werner Bänziger aus Berneck durch.

## Sammlung
Das Museum sammelt Gegenstände, die das alltägliche Leben in der Gemeinde am Kurzenberg ab etwa 1650 bis etwa 1950 dokumentieren. Ein besonderes Augenmerk gilt dabei den historisch bedeutsamen Bereichen Heimweberei sowie Obst- und Weinbau.

## Ausstellung
Die Ausstellung im Museum Wolfhalden widmet sich den Themen Ortsgeschichte, Heimweberei sowie Obst- und Weinbau am Kurzenberg.

### Ortsgeschichte
Die Kronenstube war einst die Ratsstube, daran erinnert noch das Gemälde des Gemeinderats und Landeshauptmanns Wälti Bänziger von 1638. Zur Ortsgeschichte zeigt das Museum einige weitere Porträts von Persönlichkeiten wie Pfarrer Leonhard Hohl oder Komponist Johann Heinrich Tobler, historische Ansichten der Gemeinde, Wappenscheiben sowie die Gemeindefahne von 1771. Die Wohnzimmer und das Schlafzimmer zeigen einerseits Möbel von Bauern und Webern, darunter einige Bauernschränke und ein Hochzeitsschrank des Bauernmalers Bartholomäus Lämmler, andererseits die biedermeierlichen Interieurs der Textil-Fabrikanten. Thematische Bereiche dokumentieren das alltägliche Leben: Küche, Landwirtschaft, Feuerwehr, eine Schuhmacherwerkstatt und Werkzeuge von Zimmerleuten und Metzgern.

### Heimweberei

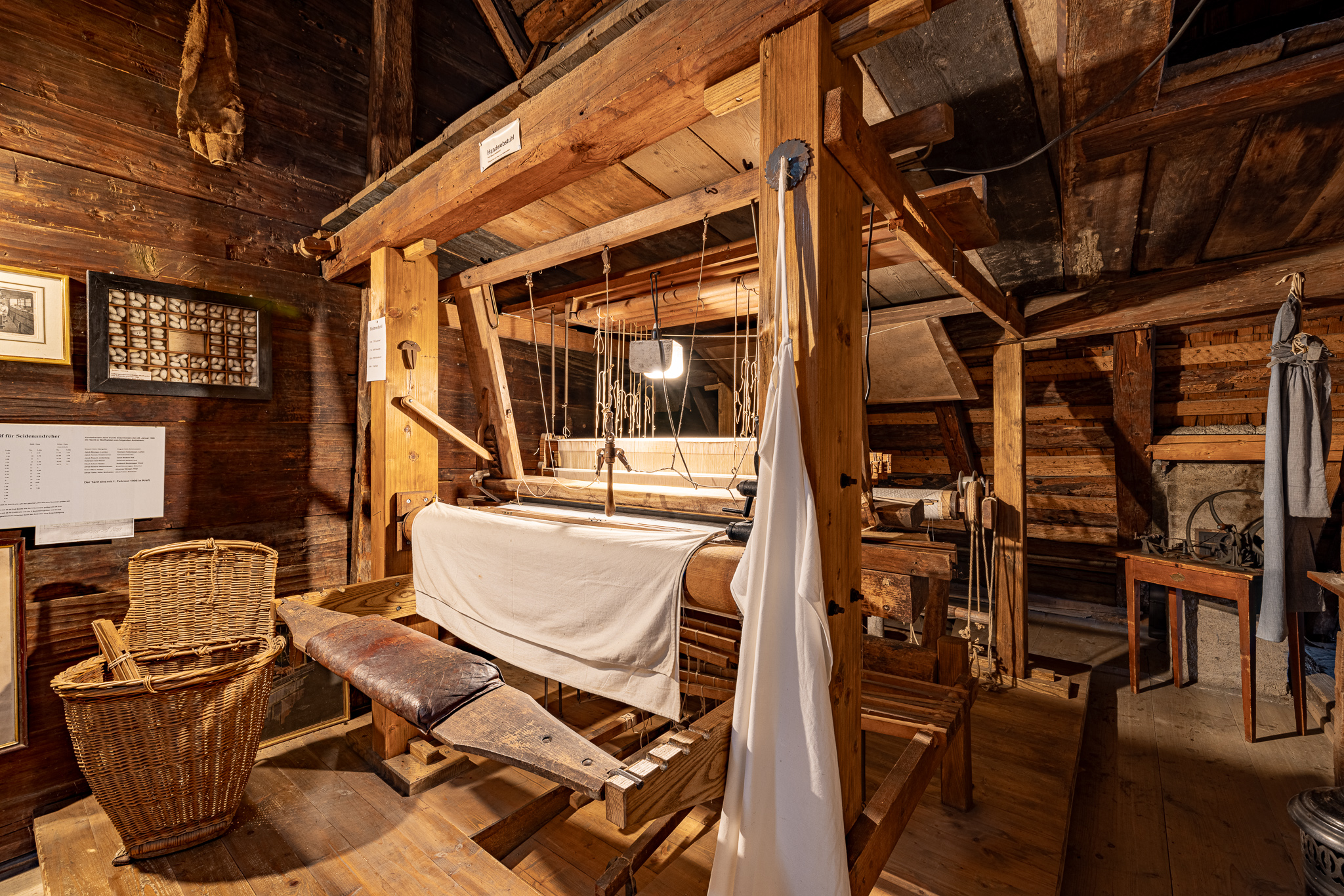
Der Seidenwebstuhl im Dachgeschoss

Die frühere Weberei produzierte Leintuch. Ein Raum im Hochparterre dokumentiert den Herstellungsprozess vom Flachs bis zum Tuch. Am ausgestellten Leinenwebstuhl wird noch gelegentlich gewoben. Später wurde am Kurzenberg vermehrt Baumwolle verarbeitet und schliesslich Seide. Unter dem Dach ist der vollständige Seidenwebstuhl aus dem Weiler Wasen aufgebaut. Ergänzt wird er mit Spulmaschine, Haspel, Schiffli und anderen notwendigen Hilfsmitteln der Seidenweber. Erinnert wird auch an die Experimente mit Seidenraupenzucht am Kurzenberg. Die textile Vergangenheit wird im ganzen Museum dokumentiert mit gestickten Vorhängen, Nachthemden und dekorativen Gegenständen. 2022 und 2023 wurde zudem eine Sammlung von historischen Nähmaschinen gezeigt.

### Obst- und Weinbau
Im Erdgeschoss ist ein Torkel mit der mächtigen Mostpresse aus der Hub eingerichtet. Zur Herstellung von Wein und Most gehört auch weiteres Gerät wie ein Obsthobel, Fässer, geeichte Masse und ein grosser hölzerner Bottich, wie sie in der Ausstellung gezeigt werden.

## Sonderausstellungen
Das Museum Wolfhalden richtet in unregelmässigen Abständen thematische Sonderausstellungen ein. In der Vergangenheit galten sie zum Beispiel der Rideaux-Vorhangstickerei um 1900, der Posthalterin Catharina Sturzenegger, ehemaligen Wirtshäusern und Pensionen oder Kinderspielsachen.

## Spezielle Exponate

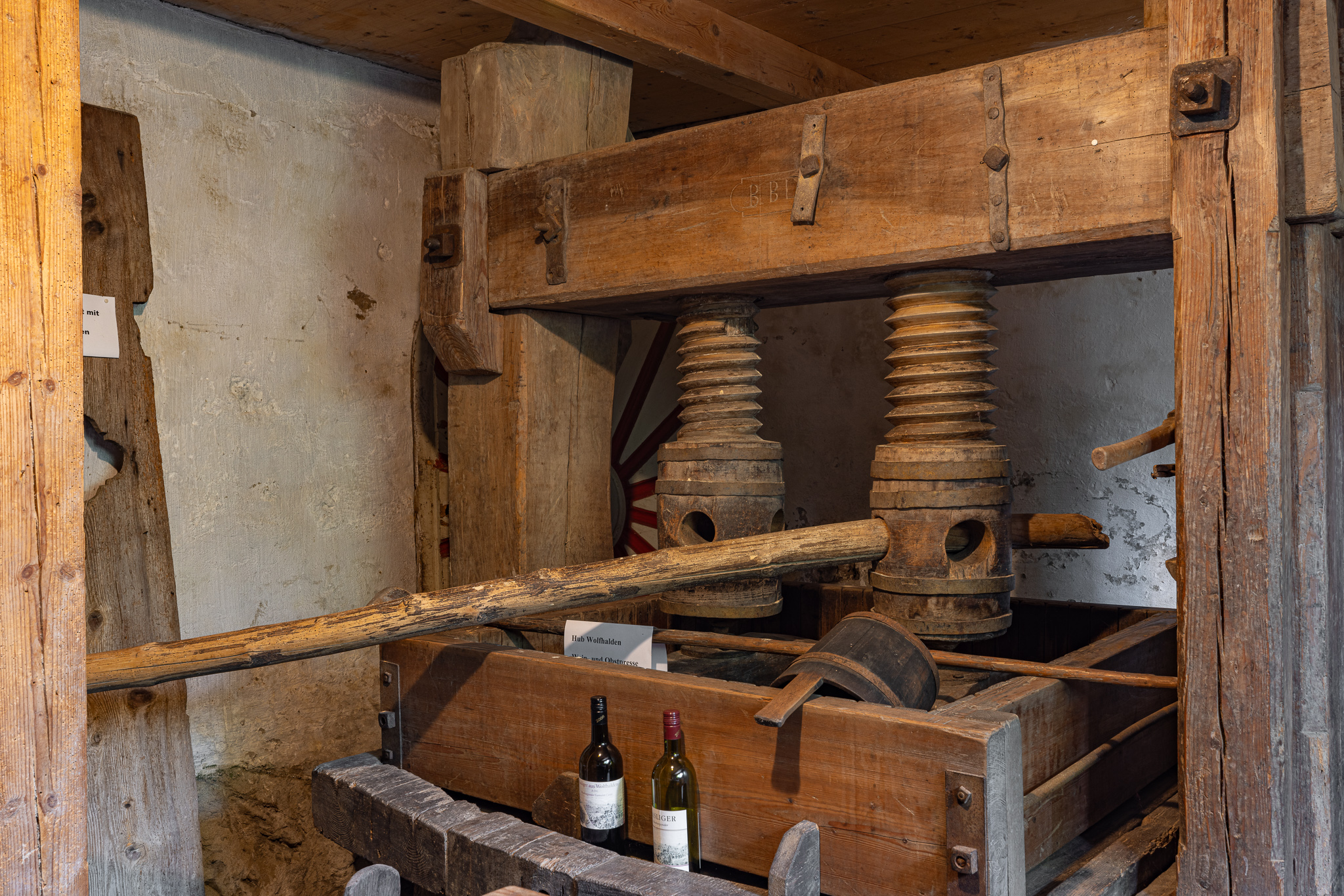
Mostpresse aus der Hub

- Mostpresse aus der Hub mit zwei grossen Holzspindeln. Um 1750 sind für Wolfhalden 49 Torggelmeister verzeichnet. Sie pressten sowohl die Trauben als auch die Äpfel und Birnen vom Kurzenberg.[6]
- Der Seidenwebstuhl aus Wasen ist einer der letzten Handwebstühle für Seidenbeuteltuch. Ab 1831 stellten die Heimweber in Wolfhalden von Baumwolle auf die Produktion von Seidenbeuteltücher um. 1890 liessen neun Firmen im Dorf weben, in den Kellern der Heimweber standen fast 500 Webstühle. Die Seidenbeuteltücher wurden zum Aussieben von Mehl verwendet – vom groben Griess bis zum ganz feinen Mehlstaub. Für die feine und sehr exakte Weberei verfügt der Seidenwebstuhl über 12 Flügel.[7] Im frühen 20. Jahrhundert schlossen sich fünf Unternehmen zur Schweizerischen Seidegazefabrik zusammen, ab 1930 stellte diese auf mechanische Webstühle um. Seit 1995 heisst die Firma Sefar und ist auf Präzisionsgewebe für Filter und Siebdruck spezialisiert.[8]
- Gemeindefahne von 1771: Die Fahne trägt in den vier Ecken den Schriftzug FÜR–WOLF–HAL–DEN. In der Mitte steht der Ausserrhoder Bär neben einer Palme, Symbol für das milde Klima. Auf dem Schild sind die Kirche, das Pfarrhaus und die Tobelmühli zu erkennen. Schwerter erinnern an den Sieg in der Schlacht von Wolfhalden 1445.[9] Die geflammte Seidenfahne wurde 2005 restauriert.

## Bilder

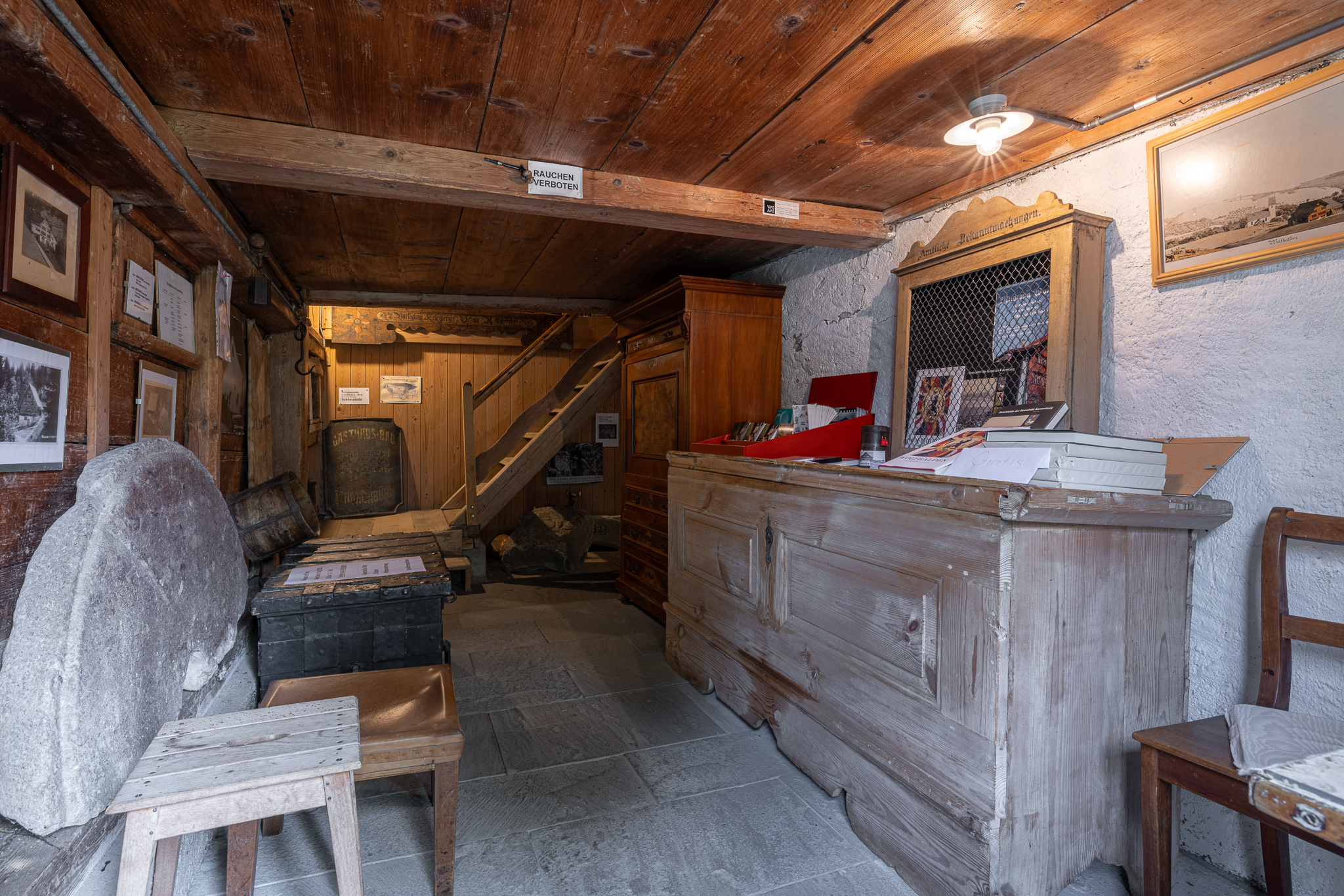
Eingangshalle des Museums
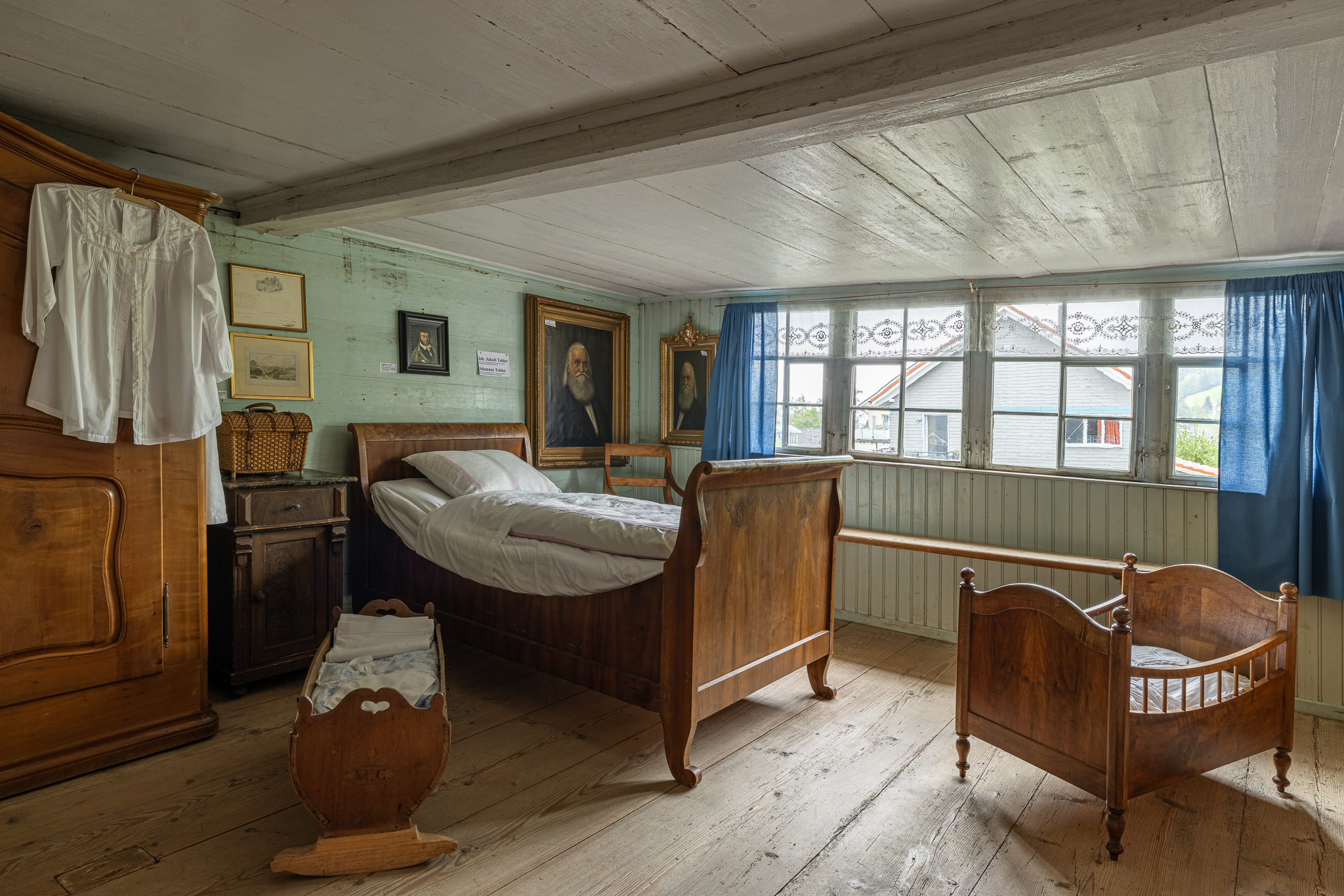
Schlafzimmer aus einem Bauern- und Weberhaus
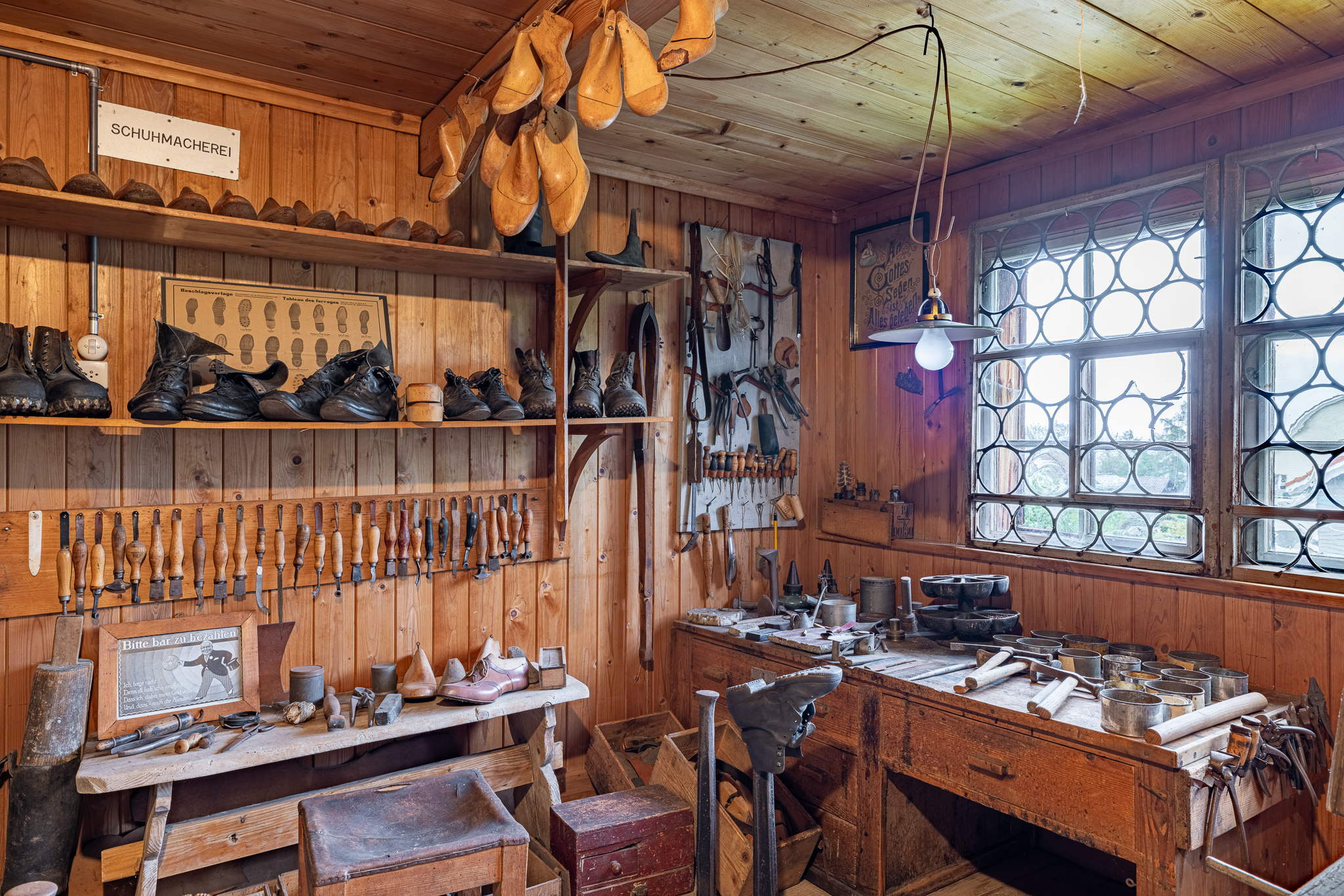
Vollständig ausgerüstete Schuhmacher
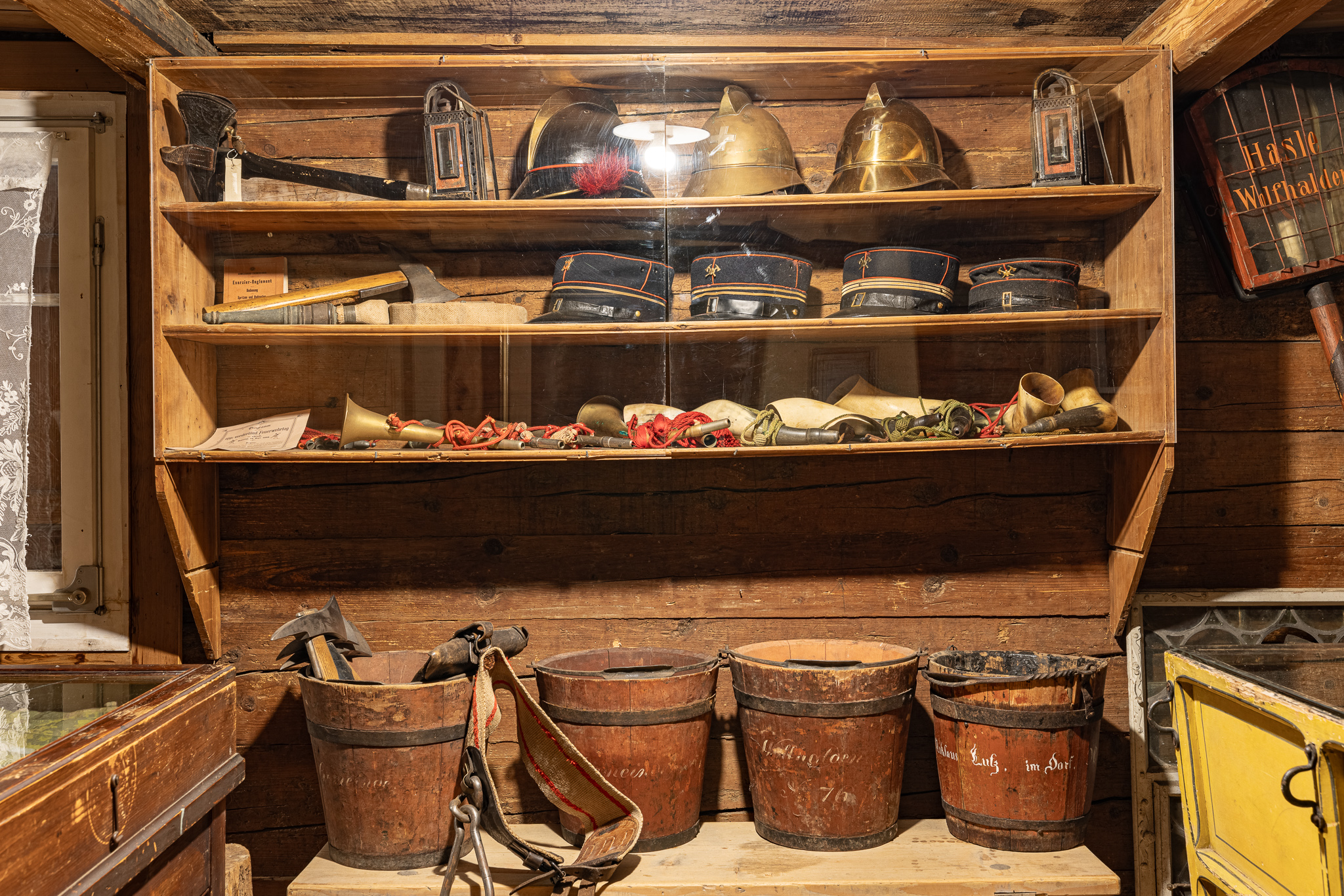
Historisches Gerät der Feuerwehr

## Trägerschaft
Das Museum Wolfhalden wird von einem Verein getragen und betrieben. Präsident ist seit 2023 Eugen Schläpfer, Ernst Züst wurde für sein langjähriges Engagement zum Ehrenpräsidenten ernannt. Für Ankäufe ist der Verein auf Spenden und Schenkungen angewiesen. Aktuell wird ein Inventar der Objekte erstellt.

## Film
- Ernst Züst gibt Einblicke ins Museum Wolfhalden. DVD (76 Minuten), Idee: Isabelle Chappuis. Andreas Baumberger AG, St. Gallen 2013.